# بروكتون (أونتاريو)
بروكتون، أونتاريو (بالإنجليزية: Brockton)‏ هي مدينة كندية تقع في مقاطعة أونتاريو. تبلغ مساحة هذه المدينة 565.0713 (كم²)، ويبلغ عدد سكانها 9641 نسمة حسب إحصاء سنة 2006 م، بينما كان يسكنها 9658 نسمة في سنة 2001 م. تحتل هذه المدينة المرتبة رقم 393 بين مدن كندا حسب عدد السكان والمرتبة رقم 148 في المقاطعة. نما عدد السكان في هذه المدينة بنسبة (-0.2) بين العامين المذكورين.

## أعلام
- جيمس هوستون سبينس

## وصلات خارجية
- الأطلس الحكومي لكندا
- إحصاءات كندا مع ساعة تعداد السكان نسخة محفوظة 23 مارس 2008 على موقع واي باك مشين.